# Pjatyj okean
Pjatyj okean (Пятый океан) è un film del 1940 diretto da Isidor Markovič Annenskij.